# Peromyscus guardia
Peromyscus guardia es una especie de roedor de la familia Cricetidae.

## Distribución geográfica
Se encuentra sólo en México.  